# Georgios Lakapenos
Georgios Lakapenos, var en bysantinsk historiker på 1300-talet.
Georgios Lakapenos åstadkom i början av 1300-talet ett utdrag ur Libanios brev och utgav en samling egna och Andronikos Zaridas, vilka han försåg med grammatisk kommentar ("epimerismer"). Hans verk utgavs av S. Lindstam 1924.